# Avenida Nossa Senhora da Penha
A avenida Nossa Senhora da Penha, conhecida como Reta da Penha, é uma avenida de Vitória. É uma das principais vias da cidade. Seu nome é uma homenagem a Nossa Senhora da Penha, padroeira do estado do Espírito Santo, cujo convento, no município de Vila Velha, é visível por quase toda a avenida.
Passou por intervenções no início da década de 2010, para a construção do acesso ao prédio da Petrobras. Com isso, a avenida ganhou uma curva num nos sentidos da pista, alterando o traçado original, perfeitamente reto.
Em seu percurso de 2.800 (dois mil e oitocentos) metros, estão instalados 18 (dezoito) semáforos.